# 株主の議決権
株主の議決権（かぶぬしのぎけつけん）とは、株式会社の社員である株主が、提案された議案に対して、賛否を表明し、株式会社の意思決定に直接に関与する権利。株主総会とは株式会社の基本方針を定める場であることから、株主の議決権は、株主の権利のうち共益権のひとつであり、経営参加権ともよばれる。

## 日本
本節においては、日本の株式会社の株主総会における議決権について解説する。
- 会社法について以下では、条数のみ記載する。

### 議決権の個数
株主は、原則として株式1株につき1個の議決権を有する。ただし、単元株式制度を採用している場合（定款で単元株式数を定めている場合）は、1単元につき1個の議決権を有する（308条1項）ので、1単元未満の株式しか保有していない株主は議決権がない。また、種類株式のうち議決権制限株式については、その性質上は議決権が行使できると定めた事項以外については議決権はない（108条2項8号）。さらに公開会社でない株式会社は、株主総会における議決権に関する事項について、株主ごとに異なる取扱いを行う旨を定款で定めることができる（109条）。
会社が保有する株式のうち自己株式（自社の株式）や相互保有株式（自社の議決権の4分の1以上を保有している他の会社等の株式）についても議決権はない（308条1項・2項）。
なお、会社法では取締役の選任（決議事項が2人以上の取締役の選任である場合）について累積投票制を定めている（342条）。株主は定款に別段の定めがない限り累積投票より取締役を選任すべきことを請求することができる（1項）。請求があった場合には、取締役の選任の決議については、株主は、その有する株式1株（または1単元）につき、当該株主総会において選任する取締役の数と同数の議決権を有し、株主は、1人のみに投票し、又は2人以上に投票して、その議決権を行使することができる（3項）。ただし、大部分の会社は定款で取締役の選任は累積投票によらない旨を規定して排除しているため、実際上行使は困難である。

### 議決権の行使
株主は株主総会に出席して議決権を行使することが原則であるが、代理人による議決権行使や書面（電磁的方法）による議決権行使が認められる場合もある。
- 代理人による議決権行使
代理人によることも可能であるが、その際は法令・定款の規定による制約がある（310条）。

- 書面投票制
一定の場合には書面や電磁的記録によることも可能である（311条・312条）。取締役は、株主の数が1,000人以上である場合には、株主総会に出席しない株主が書面によって議決権を行使することができることと定めなければならない。ただし、当該株式会社が金融商品取引法第2条第16項 に規定する金融商品取引所に上場されている株式を発行している株式会社であって法務省令[1]で定めるものである場合は、この限りでない（第298条2項）。

- 不統一行使
株主は、その有する議決権を統一しないで行使することができる（議決権の不統一行使）が、株主が他人のために株式を有する者でないときは、行使することを拒むことができる（313条）。

## アメリカ
米国法でも原則として1株につき1個の議決権（Voting right）が認められている。議決権の取り扱いは州によって異なるが、多くの州法では会社に対する法的な拘束力を持つには定足数の過半数の議決が必要としている。なお、多くの州法で棄権票は反対票として扱われているが、アメリカ法律家協会による改正模範会社法（RMBCA）では賛成票が反対票を上回れば記事は承認されるとしている。

## 助言会社
議決権を有する株主に助言を行う民間企業も存在し、インスティテューショナル・シェアホルダー・サービシーズやグラス・ルイスなど大手助言会社の基準は意思決定に大きな反響を与えている。

## 議決権をめぐる出来事
- 2020年（令和2年）9月24日、三井住友信託銀行は記者会見を行い、975社の株主総会で一部の議決権行使書が期限内に届いていたにもかかわらず、結果に反映されていなかったことを発表した。このことで各社の議案の成否に影響を及ぼした事案はないとしている[5]。

- 2021年（令和3年）4月8日、フジ・メディア・ホールディングスは2012年（平成24年）から2014年（平成26年）にかけて、議決権の算出に誤りがあり放送法の外資規制に違反していたことを発表した。同社は2014年9月に外資比率を0.0004 % - 0.0008 %超過していたことを把握していたが、公表はしていなかった[6]。